# Rezerwat przyrody Wielki Las (województwo podlaskie)
Rezerwat przyrody „Wielki Las” – rezerwat przyrody położony na terenie gminy Knyszyn w województwie podlaskim. Leży w granicach Parku Krajobrazowego Puszczy Knyszyńskiej.
- Powierzchnia według aktu powołującego: 129,33 ha
- Rok powstania: 1990
- Rodzaj rezerwatu: leśny[2]
- Przedmiot ochrony: fragment Puszczy Knyszyńskiej obejmujący głównie liczne zbiorowiska leśne o charakterze borowym i wysokim stopniu naturalności[1][2].